# Alessandro Baldrati
Giacomo Baldrati, in religione Alessandro (Lugo, 26 settembre 1595 – Chio, 10 febbraio 1645), è stato un monaco cristiano italiano, martire domenicano originario della Romagna.

## Biografia
Giacomo Baldrati nacque a Lugo da Cesare Baldrati e Lucia de' Bianchi, primo di tre figli. Fin da fanciullo mostrò predisposizione per gli studi, mostrando un'intelligenza vivace e un grande interesse per la teologia. Venne descritto come un ragazzino buono e ubbidiente, che appena poteva si rifugiava in chiesa. A 17 anni chiese e ottenne di essere ordinato domenicano, cambiando il proprio nome da Giacomo ad Alessandro (1612). Durante il noviziato, l'Ordine lo assegnò a Faenza e poi a Napoli, dove terminò gli studi. 
Frate Alessandro fu poi ordinato sacerdote e inviato allo Studium domenicano di Bologna in qualità di insegnante; successivamente insegnò al Santuario della Madonna dell'Arco a Napoli (lo Studium Generale dell'Ordine). Nella città partenopea fu confessore del viceré. Qui, come riportano i testimoni, dedicò metà del suo tempo a Dio e metà al suo prossimo, senza riservare un minuto a se stesso. L'eccesso di lavoro minò la sua salute, facendolo precipitare in una crisi nervosa. Alessandro era noto per il suo carattere allegro e bonario, ma improvvisamente diventò ansioso e depresso. Pare che i suoi confratelli lo deridessero, aggravando ulteriormente il suo malessere. Fu trasferito a Venezia e poi, siccome le sue condizioni non miglioravano, si decise di inviarlo a Smirne. Successivamente, su richiesta dell'arcivescovo di Edessa, il domenicano fra Giacomo Subiano, salpò per l'isola di Chio, che allora faceva parte dell'Impero ottomano ed era governata dai turchi. In questo luogo ostile, il domenicano trovò finalmente un posto a lui confacente: alloggiava nel piccolo monastero di San Sebastiano, ma trascorreva le giornate a predicare presso la popolazione. Il suo intento era quello di convertire il numero più alto possibile di anime al cristianesimo. Per essere accettato dalla popolazione, decise di vestirsi come gli abitanti del posto. La sua attività, come dichiarò l'arcivescovo di Edessa, raccolse un "frutto abbondante di anime" tra gli abitanti dell'isola. Ma quando le autorità, che inizialmente credevano che frate Alessandro fosse un convertito all'islamismo, capirono chi era veramente, pensarono di essere stati beffati e lo arrestarono.

## Il martirio
Rinchiuso in carcere, frate Alessandro fu sottoposto a una lunga tortura: i suoi aguzzini sperarono così di farlo abiurare. Trascinato davanti al tribunale, ribadì la sua fede cristiana e fu condannato al rogo per blasfemia. Il 10 febbraio 1645, dopo un ultimo interrogatorio, Alessandro fu condotto sul luogo del supplizio. Secondo i testimoni, mantenne un atteggiamento calmo e sereno per tutto il tragitto, dichiarandosi felice di morire per Gesù. Non si agitò neppure quando lo legarono al palo del rogo. Gli fu data un'ultima possibilità di salvarsi quando un funzionario musulmano dichiarò: "Solleva un dito per mostrare che credi nel Dio di Maometto, l'unico vero Dio, e la tua vita sarà libera." Sanguinante e irrigidito dalle corde, il domenicano sollevò tre dita e gridò: "Credo in Dio Padre, nel Figlio e nello Spirito Santo". Subito dopo fu appiccato il fuoco. Quando capì quale doveva essere la sua fine, Alessandro si lanciò spontaneamente in mezzo alle fiamme. I cristiani di Chio riuscirono a salvare i pochi resti del martire, che divennero presto oggetto di venerazione. Alcune sue reliquie furono poi inviate in varie sedi domenicane, inclusa quella di Lugo. L'ordine dei Domenicani prese subito a venerarlo come beato, anche in virtù di numerosi miracoli che gli furono attribuiti. Uno di essi avvenne il 24 agosto dello stesso anno 1645, quando una sua immagine liberò da dolori artritici Antonio Bruno Messinese, il quale viveva da anni immobilizzato a letto.
Il suo ritratto più noto fu eseguito da Joannes Margotti (1770) ed è conservato nella chiesa della Collegiata di Lugo.